# Andreas Schröder

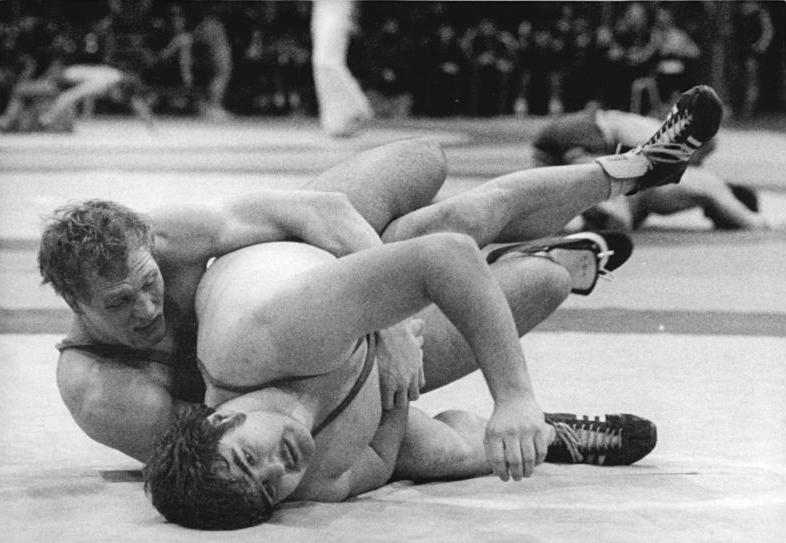
Andreas Schröder im Kampf gegen René Schiekel bei den DDR-Meisterschaften, 2. Februar 1985

Andreas Schröder (* 8. Juli 1960 in Jena) ist ein ehemaliger deutscher Ringer. Er war Weltmeister und Europameister im Freistilringen.

## Werdegang
Andreas Schröder kam mit 13 Jahren zum Ringen. In Jena fand er in Peter Germer einen Trainer und in Uwe Neupert einen Trainingspartner, von denen er viel gelernt hatte. Bis 1990 startete er für den SC Motor Jena, nach 1990 für den KSV Aalen, den SV Siegfried Hallbergmoos-Goldach und den TSV Dewangen. Mit einem 3. Platz bei der Weltmeisterschaft 1982 in Edmonton reihte sich Andreas Schröder in der oberen Weltspitze der Freistilringer im Superschwergewicht ein und gehörte dieser ein Jahrzehnt an. In diesem Zeitraum setzte die Sowjetunion/GUS gegen ihn folgende Ringer ein: Chassimikow, Gobedschischwili, Mermianischwili, Nanijew, Chadarzew, Bigajew, Schilzow, Turmanidse und Schumilin. Auch der Amerikaner Bruce Baumgartner, gegen den Schröder mehrmals rang, ist eine Legende. Adam Sandurski aus Polen, Mahmut Demir aus der Türkei und Ali Reza Soleimani aus dem Iran vervollständigen die Reihe der Gegner Schröders.
Andreas Schröder rang in 20 Meisterschaftsturnieren (Olympische Spiele, Weltmeisterschaften und Europameisterschaften) und gewann dabei 13 Medaillen. Der größte Erfolg in seiner langen Laufbahn war der Gewinn des Weltmeistertitels 1991 in Warna. Den Europameistertitel gewann er insgesamt viermal, davon von 1990 bis 1992 dreimal in Folge.  Ein Olympiasieg blieb ihm versagt, er gewann aber bei den Olympischen Spielen 1988 in Seoul eine Bronzemedaille.
DDR-Meister wurde Andreas Schröder siebenmal. Nach der deutschen Wiedervereinigung wurde er 1991 auch deutscher Meister. Danach fand er allerdings bei diesen Meisterschaften von 1992 bis 1996 in Sven Thiele seinen Meister, hinter dem er fünfmal deutscher Vizemeister wurde.
Auch als Veteran blieb Andreas Schröder erfolgreich. Er gewann in dieser Altersgruppe insgesamt fünf Weltmeistertitel. Nach seiner aktiven Zeit, während der er als Angestellter der Stadtwerke Aalen arbeitete, absolvierte er eine Ausbildung an der Trainerakademie in Köln und ist Trainer beim Württembergischen Ringer-Verband am Olympiastützpunkt Stuttgart.

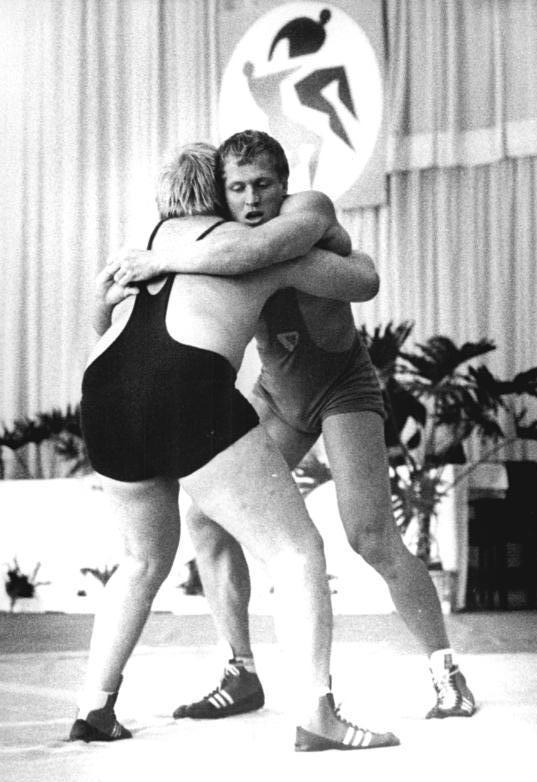
Andreas Schröder im Standkampf gegen Matthias Hiepe bei den DDR-Meisterschaften im griechisch-römischen Stil, 1983

## Internationale Erfolge
| Jahr | Platz  | Wettbewerb                                                          | Gew.-Kl. | Ergebnisse |
| 1978 | 3.     | Junioren-EM in Oulu                                                 | S        | hinter Magomed Magomedow, UdSSR und Jantschew, Bulgarien                                                                                      |
| 1979 | 2.     | Junioren-WM in Ulan-Bataar                                          | S        | hinter Kuraschwili, UdSSR, vor Bor, Mongolei und Udvari, Ungarn                                                                               |
| 1979 | 5.     | Großer Preis der Bundesrepublik Deutschland in Freiburg im Breisgau | S        | hinter Vasile Puscasu, Rumänien, Aslanbek Bisultanow, UdSSR, Stelica Morcow, Bulgarien und Boguslaw Baumowicz, Polen                          |
| 1980 | 2.     | Junioren-EM in Bursa                                                | S        | hinter Petar Mitkow, Bulgarien, vor Nerat Altinoglu, Türkei                                                                                   |
| 1982 | 3.     | WM in Edmonton/Kanada                                               | SS       | hinter Salman Chassimikow, Sowjetunion, Adam Sandurski, Polen und vor Reza Shoukthari, Iran und József Balla, Ungarn                          |
| 1983 | 4.     | EM in Budapest                                                      | SS       | hinter József Balla, Nikola Slatew, Bulgarien, Boris Bigajew, UdSSR und vor Janko Andrei, Rumänien und Adam Sandurski                         |
| 1983 | 1.     | "Werner-Seelenbinder"-Turnier in Leipzig                            | SS       | vor Tomas Johansson, Schweden und Wladimir Shalojan, Israel                                                                                   |
| 1983 | 6.     | WM in Kiew                                                          | SS       | hinter Salman Chassimikow, Adam Sandurski, Bruce Baumgartner, USA, Petar Iwanow, Bulgarien und Robert Molle, Kanada                           |
| 1984 | 3.     | EM in Sofia                                                         | SS       | der 1. und 2. Platz wurden nicht vergeben, da Sandurski und Chassimikow im Endkampf wegen beiderseitiger Passivität disqualifiziert wurden    |
| 1984 | 2.     | "Werner-Seelenbinder"-Turnier in Leipzig                            | SS       | hinter Zangijew, UdSSR, vor Donnigo Mesa, Kuba und Matthias Hiepe, DDR                                                                        |
| 1985 | 3.     | EM in Leipzig                                                       | SS       | hinter Dawit Gobedschischwili, UdSSR und Atanas Atanassow, Bulgarien und vor József Balla, Ungarn, Kachniarz, Polen und Winters, Niederlande  |
| 1985 | 5.     | WM in Budapest                                                      | SS       | hinter Dawit Gobedschischwili, UdSSR, József Balla, Bruce Baumgartner, Adam Sandurski und vor Donnigo Mesa, Kuba                              |
| 1986 | 1.     | EM in Piräus                                                        | SS       | vor Malchas Mermianischwili, UdSSR, Adam Sandurski, Ralf Bremmer, BRD, József Balla und Petar Christow, Bulgarien                             |
| 1986 | 3.     | WM in Budapest                                                      | SS       | hinter Bruce Baumgartner, Dawit Gobedschischwili und vor Atanas Atanassow, Bulgarien, József Balla und Radim Vokůrka, Tschechoslowakei        |
| 1987 | 2.     | EM in Weliko Tarnowo                                                | SS       | hinter Sasa Turmanidse, UdSSR und vor Atanas Atanassow, Hayri Sezgin, Türkei, József Balla und Wojciech Wala, Polen                           |

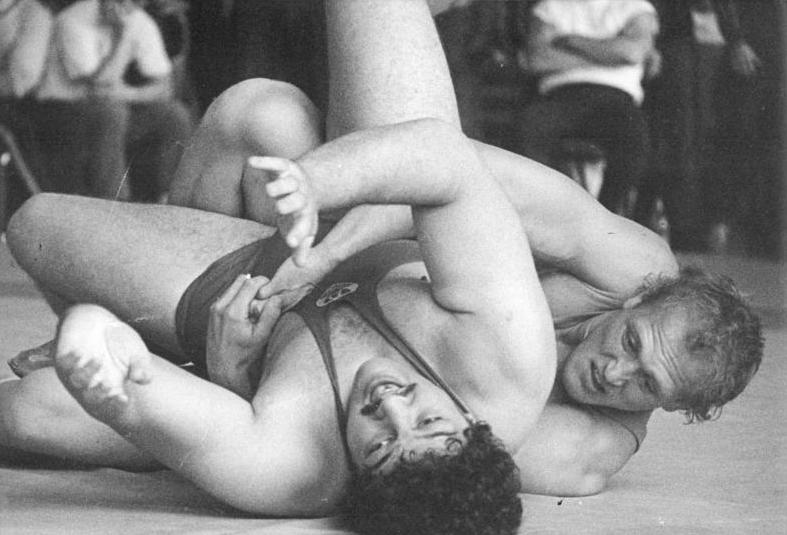
Andreas Schröder beim Bodenkampf gegen Matthias Heinrich (DDR-Meisterschaften 1988)

| 1987 | 2.     | WM in Clermont-Ferrand                                              | SS       | hinter Aslan Chadarzew, UdSSR und vor Bruce Baumgartner, USA, Miroslav Luberda, Tschechoslowakei, Hayri Sezgin, Türkei und Domingo Mesa, Kuba |
| 1988 | 3.     | EM in Manchester                                                    | SS       | hinter Aslan Chadarzew, Atanassow und vor Hayri Sezgin, Sándor Valentényi, Ungarn und Wojciech Wala                                           |
| 1988 | 3.     | Großer Preis der Bundesrepublik Deutschland in Aschaffenburg        | SS       | hinter Aslan Chadarzew und Petar Christow, Bulgarien, vor Wojciech Wala                                                                       |
| 1988 | 1.     | Intern. Turnier in Palermo                                          | SS       | vor Petar Christow und Miroslaw Luberda, Tschechoslowakei                                                                                     |
| 1988 | Bronze | OS in Seoul                                                         | SS       | hinter Dawit Gobedschischwili, Bruce Baumgartner und vor László Klauz, Ungarn, Atanas Atanassow und Daniel Payne, Kanada                      |
| 1989 | 1.     | "Yasar-Dogu"-Memorial in Istanbul                                   | SS       | vor Aljaksej Mjadswedseu, UdSSR und Ayhan Taşkın, Türkei                                                                                      |
| 1989 | 5.     | EM in Ankara                                                        | SS       | hinter Aslan Chadarzew, Ayhan Taşkın, Türkei, Kiril Barbutow, Bulgarien und Juraj Štěch, Tschechoslowakei                                     |
| 1989 | 4.     | WM in Martigny                                                      | SS       | hinter Ali Reza Soleimani, Iran, Bruce Baumgartner, Aslan Chadarzew und vor Foseil Mesa, Kuba und Chunguang Wang, Volksrepublik China         |
| 1990 | 1.     | EM in Posen                                                         | SS       | vor Kiril Barbutow, Andrei Schumilin, UdSSR, Sezgin, Tomasz Kupis, Polen und Petrișor Cruceanu, Rumänien                                      |
| 1990 | 1.     | Großer Preis der Bundesrepublik Deutschland in Saarbrücken          | SS       | vor Petar Christow, Kiril Barbutow und Ayik Sezgin                                                                                            |
| 1990 | 5.     | WM in Tokio                                                         | SS       | hinter Dawit Gobedschischwili, Bruce Baumgartner, Ayık Sezgin, Türkei, Juraj Štěch und vor László Klauz                                       |
| 1991 | 1.     | EM in Stuttgart                                                     | SS       | vor Oleg Nanijew, UdSSR, Mahmut Demir, Türkei, Tomasz Kupis, Miroslav Luberda, Tschechoslowakei und Barbutow                                  |
| 1991 | 1.     | "Roger-Coulon"-Memorial in Carcassonne                              | SS       | vor Andrei Schumilin, UdSSR, Cho Byung-eun, Südkorea und Dimitri Bourdouris, Griechenland                                                     |
| 1991 | 1.     | WM in Warna                                                         | SS       | vor Gennadi Schilzow, UdSSR, Jeffrey Thue, Kanada, Soleimani, Mahmut Demir und Zsolt Gombos, Ungarn                                           |
| 1992 | 1.     | EM in Kaposvár                                                      | SS       | vor Mahmut Demir, Kiril Barbutow, Tomasz Kupis, Juraj Štěch und Sándor Valentényi                                                             |
| 1992 | 1.     | "Roger-Coulon"-Memorial in Carcassonne                              | SS       | vor Matt Ghaffari, USA, Ayik Sezgin und Chung Nang, China                                                                                     |
| 1992 | 1.     | Großer Preis der Tschechoslowakei in Bratislava                     | SS       | vor Jeff Thue, Kanada und Juraj Stech |
| 1992 | 2.     | Großer Preis von Deutschland in Leipzig                             | SS       | hinter Juraj Stech, vor Heiko Geffke, Deutschland, Dschamal Dambujew, Russland und Sven Thiele, Deutschland                                   |
| 1992 | 5.     | OS in Barcelona                                                     | SS       | hinter Bruce Baumgartner, Jeffrey Thue, Dawit Gobedschischwili, Mahmut Demir und vor Ali Reza Soleimani                                       |
| 1993 | 3.     | Großer Preis von Deutschland in Leipzig                             | SS       | hinter Sven Thiele und Aljaksej Mjadswedseu, vor Zsolt Gombos, Ungarn und Heiko Geffke                                                        |
| 1993 | 3.     | Großer Preis der Slowakei in Bratislava                             | SS       | hinter Sven Thiele und B. Markulja, Ukraine                                                                                                   |
| 1995 | 2.     | Großer Preis von Deutschland in Leipzig                             | SS       | hinter Zekeriya Güclü, Türkei, vor Sven Thiele, Aljaksej Mjadswedseu und Raik Stichling, Deutschland                                          |

## Nationale Erfolge
- DDR-Meister in den Jahren 1982, 1983, 1984, 1985, 1986, 1987, 1988 und 1989
- Deutscher Meister 1991 und Deutscher Vizemeister 1992, 1993, 1994, 1995 und 1996

Erläuterungen
- alle Wettbewerbe im freien Stil
- OS = Olympische Spiele, WM = Weltmeisterschaft, EM = Europameisterschaft
- "S" = Schwergewicht, damals bis 100 kg ""SS" = Superschwergewicht, damals über 100 kg Körpergewicht